# Prêmio Açorianos de 1980
A quarta edição do Prêmio Açorianos ocorreu em 1980 em Porto Alegre e premiou unicamente destaques do setor de arte dramática.

## Premiação
Melhor diretor: Irene Brietzke (O Salão Grená)
Melhor ator: Renato Pereira
Melhor atriz: Sandra Dani (O Salão Grená)
Melhor ator coadjuvante: Antônio Carlos Falcão
Melhor atriz coadjuvante: Lurdes  Eloy (Lisarb ou Multiantes pelo Contrário)
Melhor espetáculo: O Salão Grená, de Bertolt Brecht e Kurt Weill
Melhor figurino: Sérgio Ilha
Melhor cenário: João Acyr

## Comissão julgadora
- Luiz Antônio de Assis Brasil, da Divisão de Cultura (presidente da comissão)
- Jornalista Cláudio Heeman, crítico teatral do jornal Zero Hora
- Jornalista Aldo Obino, crítico de arte do jornal Folha da Tarde
- Professor Sérgio Silva, do curso de Arte Dramática do Instituto de Artes da Universidade Federal do Rio Grande do Sul[3]